# Ой як же було ізпрежди віка
«Ой як же було ізпрежди віка» — одна з найяскравіших обрядових пісень. Пізній варіант українських космогонічних колядок.

## Ранній текст
Найранніший шар пісень містить сюжет про творення світу двома голубами, що пірнають на дно моря (пор. «Ой як то ще було із нащада світа»). Наступним етапом розвитку сюжету є заміна птахів на двох янголів, згодом на двох братів. Надалі відбувається християнізація теми. Світове дерево і птахи-деміурги у колядці «Як то було спрежде віка» заступили два апостоли, святі Петро і Павло, і Бог:
 Як то було спрежде віка,
 (Спрежде віка) зачатє світа?
 Вигравало синєє море,
 На синєму морі [стояло] три явори,
 На тих яворах три крюлечки,
 На першому кріслі сам Господь сидить,
 На другому кріслі святий Петро,
 На третім кріслі святий Павло.
 Рече Господь до святого Петра:
 "Порни, Петре, на дно в море,
 Достань, Петре, жовтого піску,
 Та посій (Петре) по всьому світу.
 Сотвори (Петре) небо і землю,
 Небо з звіздами, землю з квітами!
 Петро порнув і дна не достав,
 І піску не взяв (й) світа не сіяв:
 Не сотворив Петро [ні] неба ні землі,
 [Ні] неба з звіздами, [ні] землі з квітами.
 Рече Господь до святого Павла:
 «Порни, Павле, на дно в море,
 Достань, Павле, жовтого піску,
 Та посій (Павле) на всьому світу:
 Сотвори, Павле, небо і землю,
 Небо з звіздами, землю з квітами».
 Павло порнув і дна не дістав,
 І піску не взяв, і світа не сіяв:
 Не сотворив Павло [ні] неба ні землі,
 [Ні] неба з звіздами, [ні] землі з квітами.
 Порнув сам Господь на дно у море,
 Достав Господь жовтого піску,
 Та посіяв на всьому світу,
 Сотворив [сам] Господь небо і землю,
 Небо з звіздами, землю з квітами.

## Текст

Ноти колядки «Ой як же було ізпрежди віка»

Нарешті, колядка «Ой як же було ізпрежди віка» дійшла до нас у сильно скороченому варіанті й відтак творцем у ній залишився один тільки апостол Петро.
 Ой як же було ізпрежди віка
 Ой дай Бо[г].
 Ой як не було неба і землі
 Ой дай Бо'.
 А тільки було синєє море
 Ой дай Бо'.
 На тому морі горіли огні
 Ой дай Бо'.
 Коло тих огнів сиділи святи.
 Ой дай Бо'.
 Радять радоньку, кого в море послать.
 Ой дай Бо'.
 Ой пойди, Петро, по море на дно
 Ой дай Бо'.
 Та достань Петро жовтого піска
 Ой дай Бо'.
 Та посіємо по всьому світу,
 Ой дай Бо'.
 Щоб уродилось небо і земля
 Ой дай Бо'.
 Небо зорями, земля квітами
 Ой дай Бо'.

## Виконання
Зафіксована етномузикологом Ганною Коропніченко у 1994 році у селі Грузьке Макарівського району Київської області. Записи автентичного виконання цієї колядки увійшли до альбомів «Ой як же це було ізпрежди віка…» і «Коровай. Етнічна музика України». Набула значного поширення завдяки її обробкам. Найвідоміше її аранжування зробив композитор Костянтин Меладзе для фінальної пісні мюзиклу «Вечори на хуторі біля Диканьки» (2001) «Ріка життя», яку виконали Олег Скрипка, Ані Лорак і хор «Берегиня». 6 січня 2020 гурт KAZKA презентував власну композицію, використавши мотив цієї колядки. А 1 листопада 2024 року композицію виконав Академічний симфонічний оркестр Львівської національної філармонії iм. М. Скорика у співпраці з музичним продюсером Роландом Орбаном і ді-джейкою DJ DIIA.